# Matabeles
Els matabeles o ndebeles del nord (amaNdebele) és un grup ètnic bantu de l'Àfrica meridional; una altra branca són els ndebele o ndebeles del sud. Els dos grups comparteix la cultura i la llengua ndebele. La seva història va començar quan un cap zulu es va separar del regne de Shaka a l'inici del segle xix sota el lideratge de Mzilikazi, un antic cap i aliat del rei zulu. Sota la seva ordre els zulus descontents va marxar i van conquerir i governar els territoris d'alguns capitostos dels ndebele del sud. Allí fou on el nom i la identitat del regne en formació va ser adoptada.
Durant un període turbulent en la història dels nguni i sesotho-tswana els esdeveniments són coneguts com el Mfecane; el regiment Mzilikazi, inicialment amb 500 soldats, es va moure de l'oest cap a la ciutat actual de Pretòria, on van fundar un poble que van anomenar Mhlahlandlela. Després es van desplaçar cap al nord el 1838 arribant al modern Zimbàbue on van sotmetre els rozvi, i finalment van establir un regne anomenat pels europeus com Matabalàndia i per ells mateixos Mthwakazi, i van dominar les regions oest i sud-oest del modern país. En el curs de la migració, nombrosos clans locals foren conquerits i els individus van ser absorbits a la nació ndebele, adoptant la llengua ndebele i la seva cultura. Històricament la població assimilada venia dels grups ètnics Ndebele (del sud), Swazi, Sotho-Tswana, i amaLozwi/Rozvi.

## Etimologia
Eren al principi anomenats matabele en anglès, un nom que és comú en textos més vells, perquè allò és el nom com els britànics el van escoltar inicialment dels sotho i tswana. A principis del segle xix els ndebeles van envair i es van establir a territoris poblats per sotho-tswana pobles que van utilitzar el prefix plural "Ma" per alguns tipus de pobles poc coneguts o el prefixe "Ama" derivat del nguni, així que els exploradors britànics, que foren primerament informats de l'existència del regne per les comunitats sotho-tswana que trobaven de camí cap al nord, van sentir dos noms, el primer segons els sotho-tswana pronunciaven matabele i el segon, els ndebele o AmaNdebele. Són ara generalment coneguts formalment com els "Ndebele" o "amaNdebele" (però el nom matabele va ser oficial durant tot el període britànic que no es va acabar fins al 1980.

## Història inicial
La vida era senzilla pels khumalos (clans) fins a la pujada al poder del cap zwide i la seva tribu ndwandwe. Els khumalos tenien la terra millor de Zululand, el Mkhuze: abundància d'aigua, terra fèrtil i pastures. Però a l'inici del segle xix, havien d'escollir entre els zulu i els ndwande. Van retardar això tant de temps com van poder; per complaure als ndwandwe, el khumalo principal Mashobane es va casar amb la filla de Zwide i van tenir un fill, Mzilikazi. Els ndwandwes estaven emparentats de manera propera als Zulus i parlaven la mateixa llengua nguni utilitzant però dialectes diferents.
Quan Mashobane no va dir res a Zwide sobre una patrulla de soltats (amabutho) enviats pel capitost de Mthethwa, Zwide va fer matar el seu sogre. Així el seu fill, Mzilikazi, esdevenia dirigent del Khumalo (clan). Mzilikazi immediatament va enganyar al seu avi, Zwide, i va agafar 50 guerrers per unir-se a Shaka, un general de l'exèrcit de Mthethwa que estava formant aliances per erigir un regne. Shaka va estar satisfet perquè el Khumalos de Mzilikazi tenia espies útils entre la gent de Zwide i els Ndwandwes. Després que unes quantes batalles, Shaka va donar Mzilikazi l'honor extraordinari de ser cap del Khumalos i per quedar com a semi-independent del regne Zulu, si Zwide podria ser derrotat.
Això va causar gelosia entre altres aliats sovint més antics de Shaka, però tot i bons guerrers cap va fer els mèrits de Mzilikaz el qual va recollir tota la informació possible per poder derrotar a Zwide. Per això, quan Zwide va ser derrotat, Shaka correctament va reconèixer que no ho haguera pogut fer sense Mzilikazi i li va presentar una destral de vori. Hi hi havia només dues d'aquestes destrals, una per Shaka i una per Mzilikazi. Shaka mateix va col·locar els plomalls al cap de Mzilikazi després de la derrota de Zwide.
El Khumalos (clans) va retornar a la pau en el seu país ancestral. Aquesta pau duraria fins que Shaka va preguntar a Mzilikazi sobre castigar una tribu al del nord del Khumalo, pertanyent a sotho de nom Raninsi. Després de la derrota de Raninsi, Mzilikazi va rebutjar entregar el bestiar capturat a Shaka. Aquest, que apreciava a Mzilikazi, no va prendre cap mesura, però els seus generals, gelosos des de feia molt de temps, van requerir actuar i per això una primera força fou enviada per donar una lliço a Mzilikazi. La força de 2000 homes fou derrotada pels 500 guerrers de Mzilikazi (aquest però va tenir la cobertura de les muntanyes). Això va fer de Mzilikazi l'únic guerrer que mai va derrotar a Shaka en batalla.
Shaka de mala gana va enviar la seva divisió veterana, els Ufasimbi, per posar fi a la insubordinació de Mzilikazi i a la situació engavanyadora. Mzilikazi es va quedar amb només 300 guerrers com a màxim. Fou també traït pel seu germà, Zeni, que volia la posició del seu germà per a si mateix. Per això Mzilikazi va ser derrotat. Va reunir les seva gent amb les seves possessions i va fugir al nord per escapar de Shaka. Després que un assentament provisional va ser trobat a prop Pretòria moderna, els ndebele van ser derrotats pels boers i obligats a marxar altre cop cap al nord del riu Limpopo.

## Regne Ndebele

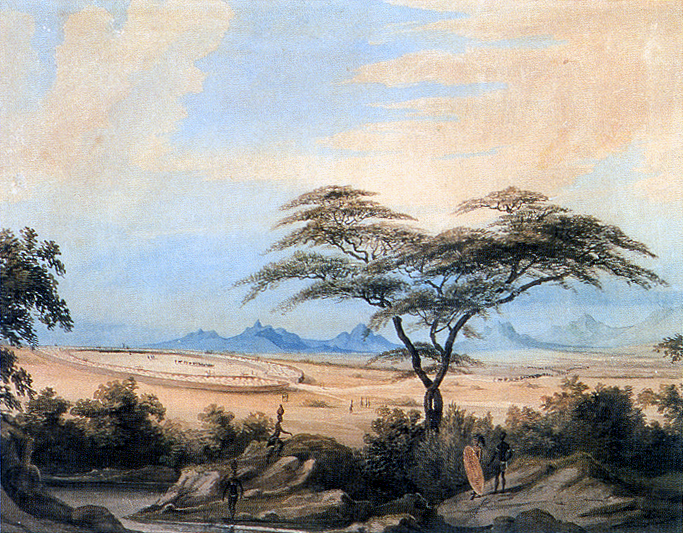
Un kraal Matabele, dibuixat per William Cornwallis Harris, 1836

Mzilikazi es va establir a finals de la dècada de 1830 a la vora occidental de la plana central del modern Zimbabwe, dirigint uns 20.000 ndebele, descendents dels Nguni i Sotho dins Sud-àfrica. Va envair l'anomenat imperi Rozwi i va incorporar molts dels rozvis (molts dels quals es van unir a la nació ndebele per voluntat pròpia perquè els oferien protecció contra els seus enemics). La resta esdevenien territoris satèl·lits que pagaven tribut al regne Ndebele.
Mzilikazi va anomenar a la seva nació i regne com Mthwakazi, una paraula zulu que significa alguna cosa que esdevenia gran en el seu fonament, en Zulu "a ethe ithwasa yabankulu." Els europeus van anomenar al territori "Matabelàndia". Mzilikazi va organitzar una nació ètnicament diversa amb un sistema militarista de ciutats regimental i va establir la seva capital a Bulawayo. Fou un estadista d'estatura considerable, capaç de soldar a les moltes tribus conquerides en un regne fort i centralitzat.
Vegeu: Matabelàndia

## Genocidi Matabele de Gukurahundi
El Gukurahundi (Shona: "la pluja primerenca que neteja per fora el chaff -closca protectora del cereals- abans de les pluges de primavera") es refereix a la matança per la 5a Brigada de Zimbàbue en la regió de predomini ndebele (Matabelàndia), que en la immensa majoria eren seguidors de Joshua Nkomo i la ZAPU.
Robert Mugabe, llavors primer ministre, havia signat un acord amb el president coreà del nord Kim Il Sung l'octubre de 1980 per tenir suport militar coreà del nord amb una brigada per l'exèrcit de Zimbàbue. Això fou poc després que Mugabe havia anunciat la necessitat d'una milícia per "combatre malcontents."
Mugabe va dir que els dissidents de Matabelàndia miraven fora, i per vigilar-los es crearia una brigada que seria anomenada "Gukurahundi." Aquesta brigada va ser la Cinquena Brigada. Els membres de la Cinquena Brigada eren 3500 exsoldats de la ZANLA aquarterats al Punt d'Assemblea de Tongogara, nomenada per Josiah Tongogara, el general de ZANLA. La formació de 5 Brigada va durar fins al setembre de 1982, quan el ministre Sekeramayi va anunciar que l'entrenament era complet.
El primer comandant de la Cinquena Brigada era el Coronel Perence Shiri. La Cinquena Brigada era diferent de tot altra unitat zimbabweana en què estava directament subordinada a l'oficina del primer ministre, i no integrada a les estructures normals de l'exèrcit. Els seus codis, uniformes, ràdios, i equipament no era compatible amb altres unitats d'exèrcit. La seva característica principal en el camp era la gorra vermella.
La 5a Brigada va conduir execucions públiques en Matabelàndia, les víctimes eren sovint forçades a cavar les seves pròpies tombes davant de familiars i amics. El nombre més gran de morts en una sola operació va ocórrer el 5 de març de 1983, quan 62 dones i homes joves van ser disparats a la riba del riu Cewale River, districte de Lupane. Set van sobreviure amb ferides de bala, els altres 55 van morir. Altres vegades la 5 Brigada fou utilitzada per matar grups grans de persones o per cremar-los viu en cabanes. Van fer això a Tsholotsho i també a Lupane. Rutinàriament van detenir dotzenes o centenars de civils i els van conduir a punta de pistola a un lloc central, com una escola o un descampat i allñi abatien als civils a cops de pal per forçar-los a cantar cançons shona cançons elogiant a la ZANU. Aquests actes normalment acabaven amb execucions públiques. Els morts eren civils innocents, exlluitadors de la llibertat als rangs del ZIPRA, oficials de la ZAPU, o qualsevol escollit a l'atzar.

## Notable Ndebele
- Joshua Nkomo, dirigent de ZAPU tardà (polític)
- Thokozani Khuphe, polític
- Albert Nyathi, poeta
- Vigia Masuku, dirigent de ZIPRA
- Njabulo Ndebele, escriptor
- Pius Ncube, Arquebisbe catòlic Romà de kwaBulawayo
- Jonathan Moyo, polític
- Mpumelelo Mbangwa, cricketer
- Mluleki Nkala, cricketer
- Lovemore Majayivana, músic
- Peter Ndlovu, futbolista
- Welshman Ncube, polític
- Gibson Sibanda, polític
- Hugh Masekela, músic